# Ca l'Olivella
|  | Per a altres significats, vegeu «Ca l'Olivella de Font Clara». |

Ca l'Olivella és una antiga masia reformada i decorada posteriorment amb elements modernistes al municipi de Pallejà (Baix Llobregat) protegida com a bé cultural d'interès local.
Edifici de dos pisos on el segon té una interessant galeria. Presenta molts finestrals, sobretot al primer pis. És de planta rectangular i de sostre a doble vessant. Presenta elements decoratius modernistes.